# 1979 (singolo)
1979 è  il secondo singolo del gruppo alternative rock statunitense The Smashing Pumpkins, estratto dal doppio album Mellon Collie and the Infinite Sadness del 1995.

## Descrizione
Scritto dal leader del gruppo Billy Corgan, presenta loop e sample insoliti rispetto ai brani precedenti del gruppo. Questo brano venne concepito durante il tour di Siamese Dream, e nella sua versione originale rischiò di essere escluso dall'album. Tuttavia Corgan volle terminare il pezzo che piacque immediatamente ai produttori. Secondo Corgan è il brano più personalmente rappresentativo dell'album, infatti tratta della sua transizione all'età adulta avvenuta nel 1979 quando aveva 12 anni.

In un'intervista su Spin del 1996 Corgan ha affermato che 1979 era l'unica indicazione su come sarebbe stato il sound del prossimo album dei Pumpkins.
(Billy Corgan, Spin)
Il singolo raggiunse il 12º posto nella Billboard Hot 100 negli Stati Uniti e il 16º posto nella classifica Official Singles Chart nel Regno Unito. Nel 2005 (9 anni dopo la pubblicazione) era al 54º posto nella US Hot Digital Song. Il brano venne nominato ai Grammy Award come Miglior disco e Miglior Performance Rock di un gruppo e fu anche votato al numero 13 nella Triple J Hottest 100 1996, al numero 71 nella Hottest 100 of All Time 1998 e al numero 35 della Hottest 100 of All Time list of 2009.

## Video
Il video fu diretto da Jonathan Dayton e Valerie Faris che con i Pumpkins in precedenza girarono anche il video di Rocket. In seguito collaboreranno ancora con la band di Chicago con i video di Tonight, Tonight, The End Is the Beginning Is the End e Perfect, avendo anche la produzione esecutiva di Thirty-Three.
Il video mostra un concetto di noia adolescenziale elaborato dal leader del gruppo Billy Corgan, che è anche il più assiduo nel comparire nel filmato. Nello stesso si vuole rappresentare la periferia di Chicago, ma è stato girato in California. La scena della festa fu girata due volte, visto che i nastri originali, a causa di un incidente, andarono perduti.
Il video di Perfect, singolo successivo della band estratto da Adore e girato dagli stessi registi, è il seguito della storia mostrata in 1979.

## Cover
La cantante Elisa ne ha inserito una cover in chiave acustica nel suo album Ivy.

## Tracce
CD singolo USA
1. 1979 – 4:28
2. Ugly – 2:52
3. Believe – 3:04 (J. Iha)
4. Cherry – 4:02

CD maxi singolo UK e EU
1. 1979 – 4:28
2. Ugly – 2:52
3. The Boy – 3:04 (J. Iha)
4. Cherry – 4:02
5. Believe – 3:15 (J. Iha)
6. Set The Ray To Jerry – 4:10

## Classifiche
| Classifica (1996)         | Massima posizione |
| ------------------------- | ----------------- |
| Australia                 | 16                |
| Canada                    | 2                 |
| Regno Unito               | 16                |
| Stati Uniti               | 12                |
| Stati Uniti (alternative) | 1                 |

## Formazione
The Smashing Pumpkins
- Billy Corgan – voce, chitarra, tastiere
- James Iha – chitarra
- D'arcy Wretzky – basso, cori
- Jimmy Chamberlin – batteria

Altri musicisti
- Eric Remschneider – violoncello in Believe